# Patrick McGrath (pisarz)
Patrick McGrath (ur. 7 lutego 1950 w Londynie) – brytyjski pisarz i scenarzysta filmowy.
Ukończył studia licencjackie na University of London. Jego powieści Groteska, Pająk i Azyl doczekały się również adaptacji filmowej. Do dwóch pierwszych z nich Patrick McGrath napisał scenariusz, a w ostatniej (polski tytuł filmu Obłąkana miłość) zagrał epizodyczną rolę aktorską.
Jest żonaty z aktorką Marią Aitken.

## Dzieła

### Powieści
- The Grotesque (1989) (wyd. pol. 2006 Groteska)
- Spider (1990) (wyd. pol. 2003 Pająk)
- Dr Haggard's Disease (1993) (wyd. pol. 2007 Chora miłość doktora Haggarda)
- Asylum (1996) (wyd. pol. 2000 Azyl)
- Martha Peake: A Novel of the Revolution (2000) (wyd. pol. 2008 Portret Marthy)
- Port Mungo (2004) (wyd. pol. 2006 Port Mungo)
- Trauma (2008)

### Opowiadania
- The Angel (1987)
- Ambrose Syme (1988)
- The Arnold Crombeck Story (1988)
- The Black Hand of the Raj (1988)
- Blood and Water (1988)
- Blood Disease (1988)
- The Boot's Tale (1988)
- The Erotic Potato (1988)
- Hand of a Wanker (1988)
- The Lost Explorer (1988)
- Lush Triumphant (1988)
- Marmilion (1988)
- The Skewer (1988)
- Not Cricket (1991)
- The Smell (1991)